# Gretchen Hartrodt
Die Gretchen Hartrodt – ursprünglich Cupica – war eine 1888 gebaute Dreimast-Bark (Segelschiff) aus Stahl. Sie war das einzige eigene Schiff der Spedition von Arthur Hartrodt aus Hamburg.

## Schiffsgeschichte
Die Spedition erwarb 1907 die Stahlbark Cupica (1.210 tons), die 1888 von J. C. Bigger im damaligen Londonderry (Irland, heute Nordirland) gebaut wurde. Sie war als Glattdecker gebaut und hatte doppelte Mars-, aber einfache Bramrahen, sowie Royals, insgesamt 22 Segel. Das Schiff wurde nach Hartrodts erster Tochter, Gretchen Hartrodt, umbenannt.
Die Bark segelte unter der Hartrodt-Flagge von Deutschland über Australien nach Chile. In Konkurrenz zur „Australia Conference“ wurden Waren von Büsum nach Melbourne transportiert, wo man Kohle zum Weitertransport nach Chile aufnahm und von dort, genauso wie zu der Zeit die heute berühmte Rickmer Rickmers, Chilesalpeter für die Düngerherstellung nach Europa brachte (siehe Salpeterfahrten).
Nach wenigen Jahren bot die Australia Conference der Firma Hartrodt 50.000 Mark für das Einstellen der Fahrten, die als Konkurrenz zu ihren eigenen Liniendiensten angesehen wurden. Arthur Hartrodt nahm dieses Angebot an und verkaufte die Bark 1911 an ein norwegisches Unternehmen. 1917 wurde das Schiff von einem deutschen U-Boot versenkt.